# Pe'ue
Un pe'ue est un tapis de tailles variables fabriqué par des communautés de femmes polynésiennes. Pour la confection de ces grands tapis, elles utilisent des fibres végétales qu'elles tressent ensemble. C'est un travail de longue haleine qui nécessite donc beaucoup de patience et de passion.